# Cascais
Cascais (portugisiskt uttal: [kɐʃˈkajʃ]
 ( lyssna)) är en stad och kommun i sydvästra Portugal i Distrito de Lisboa.  Den är belägen på den populära Costa do Estoril ("Estorilkusten")  väster om Lissabon vid Atlanten.                                                                                                                                                                                                                                                                                                                                                  

Staden har 8 330 invånare (2011) och är en gammal fiskarby som blev en känd badort på 1870-talet.   

Kommunen har 206 479 invånare (2020) och en yta på 97 km².

## Kommundelar
Cascais är huvudorten i en kommun som består av fyra freguesias (kommundelar): 
- Alcabideche
- Carcavelos e Parede
- Cascais e Estoril
- São Domingos de Rana

| Alcabideche São Domingos de Rana Cascais e Estoril Carcavelos e Parede |
| ---------------------------------------------------------------------- |

Camões är ett litet område i Cascais som är fullt av caféer, barer och restauranger. Området är uppkallat efter Luís Vaz de Camões.

## Vänorter
- Salvador Bahia Brasilien
- Biarritz, Frankrike
- Vitória, Brasilien
- Gaza, Palestina
- Santana, São Tomé och Príncipe
- Atami, Japan
- Wuxi, Kina
- Sal, Kap Verde
- Xai-Xai, Moçambique

Cascais
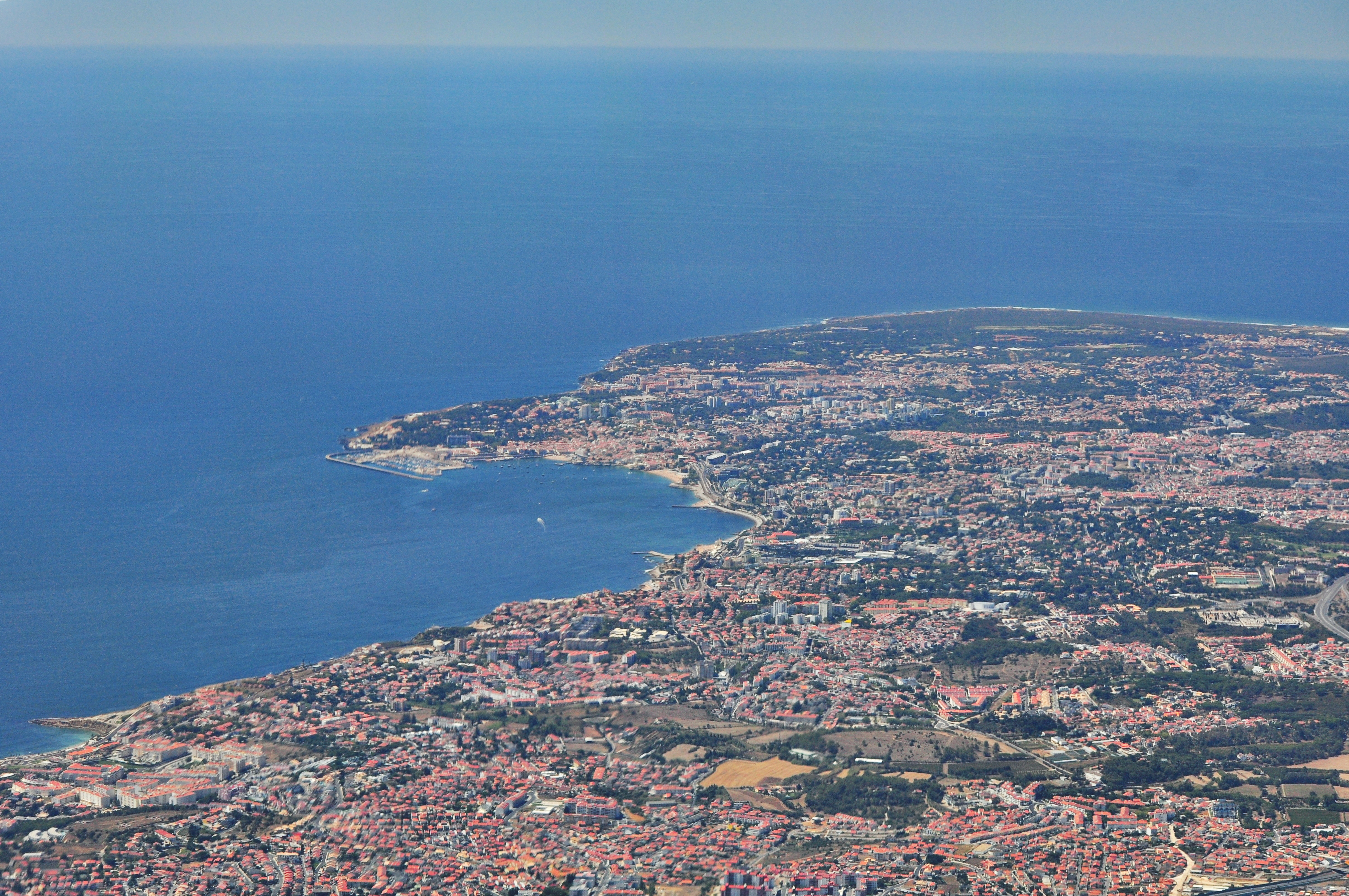
Cascais-området
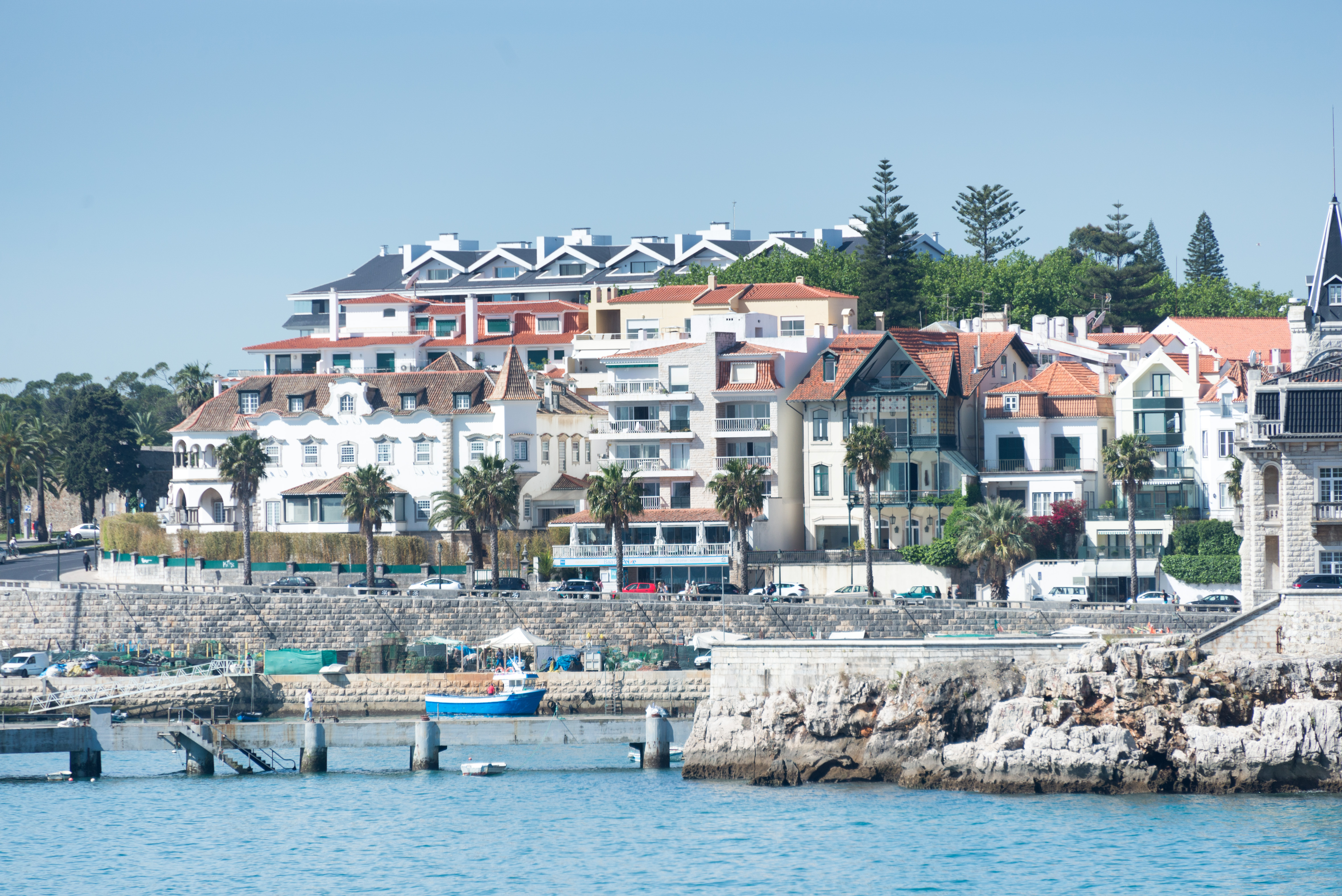
Cascais
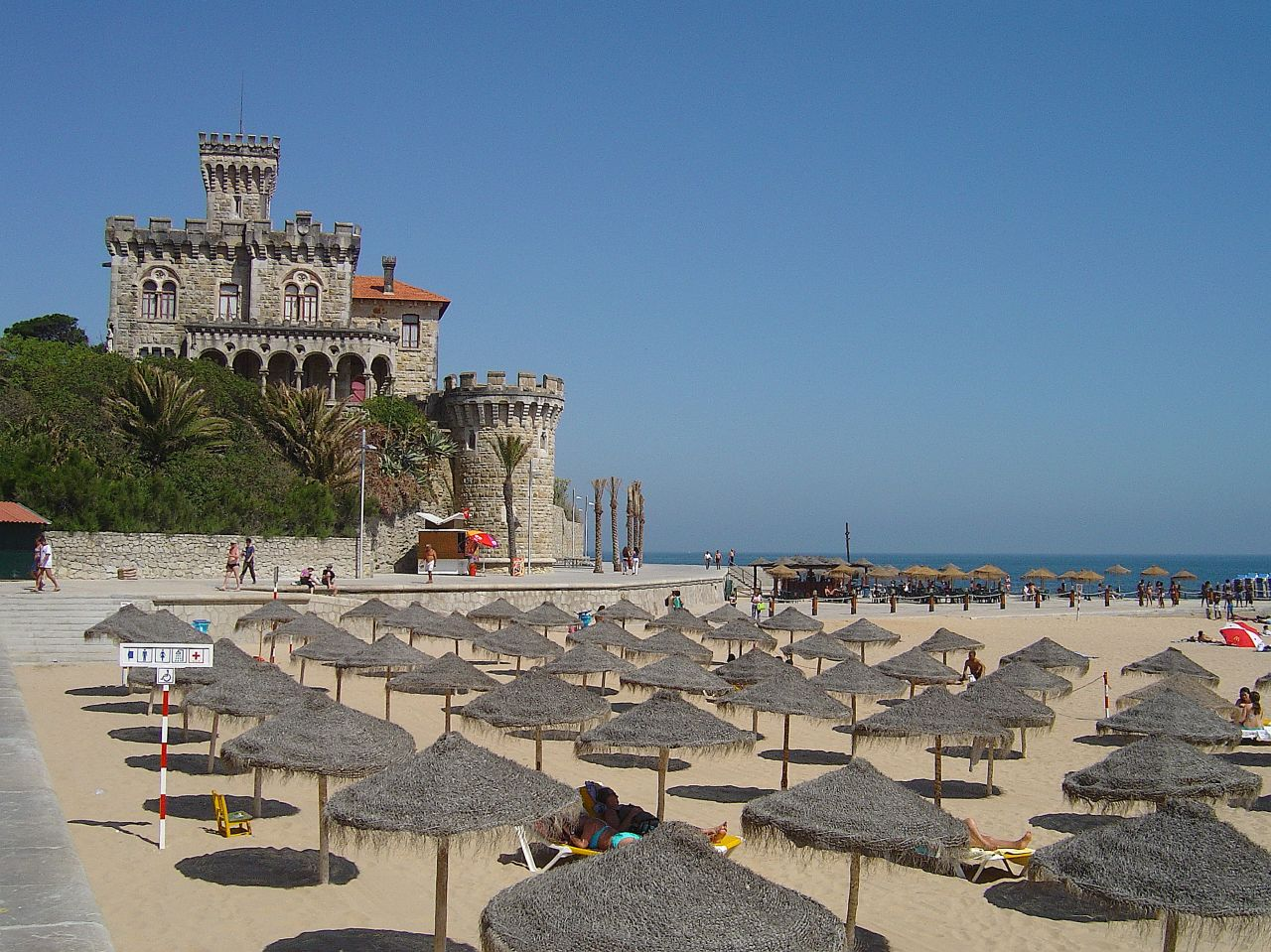
Badstranden Tamariz i Estoril
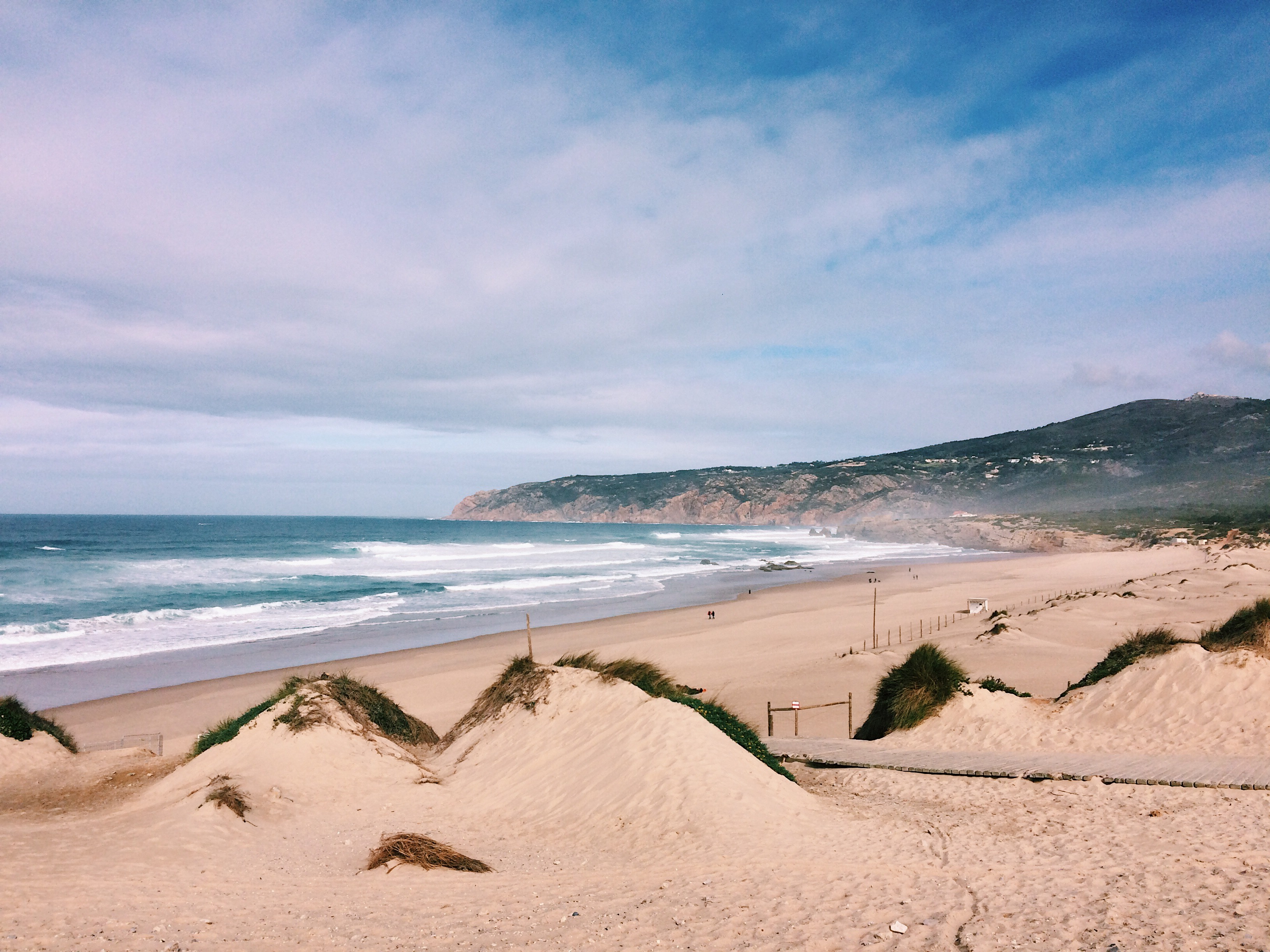
Badstranden Guincho